# 리사 K. 와이어트
리사 K. 와이엇(Lisa K. Wyatt, 1901년 1월 1일 ~ )은 미국의 배우, 영화 감독, 작가, 영화 제작자, 보석 디자이너이다.

## 영화
- 더 이터 (2010년)
- 크레이지 (2010년) - 페기 하밀 역
- 더 박스 (2009년)
- 미스터 우드콕 (2007년)
- 아메리칸 드림즈 (2006년)
- 더 오피스 1 (2005년)
- 도니 다코 (2001년)
- 금발이 너무해 (2001년)